# Rem Hohlov
Rem Hohlov (n. 15 iulie 1926, Livnî, RSFS Rusă, URSS – d. 8 august 1977, Moscova, RSFS Rusă, URSS) a fost un fizician sovietic, rector al Universității de stat Lomonosov din Moscova, specialist în optica neliniară, membru al Academiei de Științe din URSS (din 1974).

## Biografie
S-a născut în orașul Livnî din regiunea Oriol. Provine parțial din bolșevici. A absolvit Universitatea din Moscova (1948), unde a lucrat din același an. Începând din anul 1963 a fost profesor universitar, iar din anul 1966 membru corespondent al Academiei de Științe din URSS, iar din anul 1973 este rector. Pe parcursul activității de rector a întemeiat institutul de optică neliniară din cadrul Universității Lomonosov. A fost șef al catedrei de procese ondulatorii de la Facultatea de Fizică, pe care au absolvit-o câțiva oameni de știință din Moldova. A fost membru PCUS din anul 1951, iar din 1973 membru al comisiei de revizie centrale a Comitetului Central al PCUS. În anul 1970 i s-a decernat premiul Lenin pentru cercetări în domeniul opticii neliniare.
A avut doi fii: Alexei (n. 1954), actualmente academician al AS din Rusia și Dmitri (n. 1957), membru - corespondent al AS din Rusia - ambii fizicieni, profesori universitari la Moscova și șefi de catedra la Universitatea din Moscova. A fost căsătorit cu Elena, fiica academicianului fizico-chimist Mihail Dubinin. A decedat în urma unei expediții de ascensiune pe un pisc din munții Pamir. Academicianul Rem Hohlov a vizitat Academia de științe din RSSM și, în particular, Institutul de fizică aplicată.

## Discipoli
- Oleg V. Rudenko - membru al Academiei de Științe din Rusia
- Anatolie P. Suhorukov - profesor universitar la Universitatea din Moscova
- G.Abakumov
- G. Venkin
- Leonid L. Culiuc
- Iurie A. Il' inskii

### Absolvenți ai catedrei de procese ondulatorii din Republica Moldova
- Valentin Ciumaș - profesor universitar
- Aurel Popescu - profesor cercetător la Institutul național de optoelectronică de la București